# 一级警司

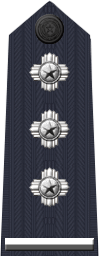
一级警司警衔肩章

一级警司为中华人民共和国人民警察警衔体系的第9等级，由各省、自治区、直辖市公安厅局长（公安部直属机关由公安部政治部主任）授予正科级、副科级、科员级、办事员级以及专业技术中级、初级警官，现行制式衬衣为浅蓝色，标志为一道横杠加3枚四角星花。